# Makuria
Makuria (in arabo مقرة‎?, al-Mukurra o al-Muqurra) era un regno situato nell'attuale Sudan del Nord e l'Egitto meridionale. Esso faceva parte del gruppo di regni nubiani che sorsero a seguito della caduta del regno di Kush, il quale aveva dominato la regione dall'800 a.C. al 350. Stretto fra Nobazia a nord e Alodia a sud, Makuria ricopriva originariamente l'area lungo la riva del Nilo dalla Terza Cataratta fino a raggiungere la Sesta e la Settima Cataratta. Esso aveva il controllo delle rotte commerciali, delle miniere e delle oasi ad ovest e ad est. La sua capitale era Dongola (o Dunqulah), ed il regno è a volte identificato con il nome della sua capitale.
Alla fine del VI secolo il regno si convertì al Cristianesimo della chiesa ortodossa copta, ma nel 641 l'Egitto venne conquistato dall'Islam e la Nubia venne tagliata fuori dal resto della cristianità, anche se ad essa passò il compito di rappresentare politicamente il Patriarca copto di Alessandria (e di difendere l'Alto Egitto cristiano). Nel 652 un esercito Arabo invase la regione ma fu presto respinto, venne così stipulato un trattato noto come Bakt, con il quale si sanciva una pace tra le parti che durò fino al XIII secolo. Il regno di Makuria si espanse, annettendo a sé il vicino regno settentrionale di Nobazia, forse al tempo delle invasioni arabe o durante il regno di re Merkurios. Il periodo che fa dal 750 al 1150 assistette ad un periodo di prosperità del regno, anche chiamato "Età dell'Oro". A partire dal 1272 si assistette al crescere di continue aggressioni dall'Egitto che, unite a discordie interne (legate all'espansione dell'Islam), portarono al collasso del regno, che nel 1317 fu annesso all'Egitto, a sua volta appena passato sotto il controllo ottomano.

## Le fonti

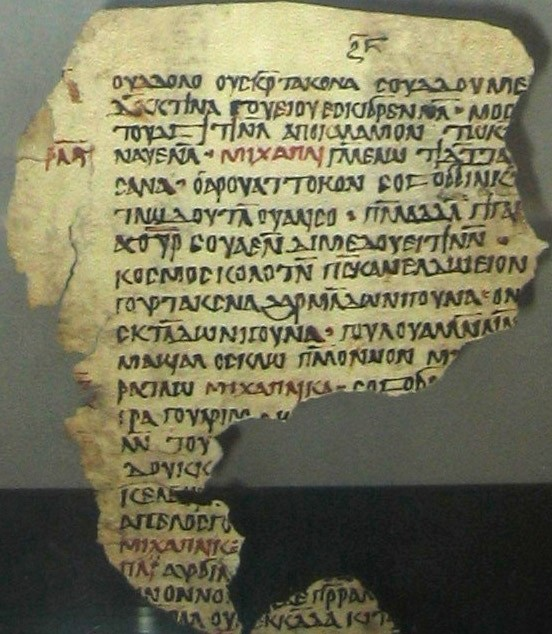
Una pagina della trascrizione in Nubiano antico del Liber Institutionis Michaelis Archangelis del IX–X secolo, trovato a Qasr Ibrim, ora custodito al British Museum. Il nome dell'Arcangelo Michele appare in rosso.

La Makuria è di gran lunga il regno più conosciuto della Nubia Cristiana, ma ci sono ancora molte lacune nella nostra conoscenza di questa antica nazione. La fonte più importante per la storia di quest'area sono i resoconti dei vari viaggiatori (in gran parte Arabi) e degli storici che attraversarono la Nubia durante il periodo in questione. La maggior parte di questi resoconti sono difficili da interpretare a causa della parzialità dei pregiudizi degli autori Arabi contro i loro vicini Cristiani, ed anche perché queste opere molto spesso si concentrano unicamente sui conflitti tra l'Egitto e la Nubia. Una sola eccezione è data da Ibn Selim el-Aswani, un diplomatico egiziano che visitò Dongola quando il regno di Makuria era all'apice del suo splendore, intorno al X secolo, lasciandoci un resoconto dettagliato del suo viaggio.
Quella nubiana era una società molto istruita e dedita alle lettere, e molte opere letterarie sono giunte a noi da quel periodo. Questi documenti vennero scritti nell'antico linguaggio nubiano, in una varietà onciale dell'alfabeto greco con l'aggiunta di alcuni simboli Copti e di alcuni simboli prettamente Nubiani. Scritti in una lingua molto vicina all'attuale lingua Nobiin, essi hanno richiesto molto tempo per essere decifrati. Tuttavia, gran parte di essi riguardano trattazioni religiose o annotazioni legali che poco possono aiutare gli storici. La raccolta più importante di questi documenti, trovata presso Qasr Ibrim, contiene tuttavia alcuni scritti interessanti legati alla vita politica del regno.
In decenni più recenti l'archeologia è divenuta lo strumento più proficuo per raccogliere informazioni sul regno di Makuria. La costruzione della Diga di Assuan nel 1964 avrebbe dovuto comportare l'allagamento di quella che un tempo era la metà settentrionale della Makuria. Nel 1960 l'UNESCO attuò degli sforzi massicci per promuovere scavi archeologici prima che avvenisse l'allagamento. Centinaia di esperti vennero richiamati da tutto il mondo per lavorare sul territorio negli anni successivi. Gli scavi più importanti riguardarono la città di Faras e della sua cattedrale per opera di un team polacco; gli scavi britannici a Qasr Ibrim; e quelli dell'Università del Ghana nella città di Debeira, e tutti diedero importanti informazioni sulla vita quotidiana della Nubia in epoca medioevale. Tutti questi siti si trovavano in quella che un tempo era la Nobazia, mentre l'unico sito archeologico che si trovava nell'antico regno di Makuria fu quello della sua antica capitale Dongola.

## Storia

### Origini
Le origini del regno di Makuria sono incerte. Tolomeo parla di un popolo nubiano conosciuto come i Makkourae, il quale potrebbe essere stato antenato degli abitanti del regno di Makuria. Si suppone che il regno sia sorto tra il IV ed il V secolo d.C.. La prima testimonianza viene da un'opera del VI secolo scritta da Giovanni da Efeso, il quale esprime la sua ostilità per i missionari Monofisisti mentre era in viaggio verso Alodia. Subito dopo Giovanni di Biclarum scrisse parole di approvazione per l'adozione nel regno di Makuria della fede Melchita.
L'evento più degno di nota nella storia del regno di Makuria è la sconfitta dell'armata araba nel 652 d.C. Gli Arabi avevano conquistato l'Egitto nel 641, ed il jihād presto si rivolse verso sud. Nella battaglia di Dongola nel 652 gli Arabi vennero sconfitti dai Nubiani. È del tutto ignoto in che modo i Nubiani riuscirono ad ottenere questa importante vittoria, ma gli scrittori arabi citano in particolare la loro abilità con l'arco. Questa fu l'unica sconfitta subita dagli arabi nel primo secolo dell'espansione islamica, e portò come conseguenza un evento senza precedenti, il bakt, un patto con il quale si garantiva la pace tra le due fazioni in guerra. Nel trattato i Nubiani garantirono l'invio di alcune centinaia di schiavi ogni anno all'Egitto, mentre da parte loro gli Egizi erano si obbligavano a inviare cibo e manifatture al sud.
In un certo momento della sua storia, il regno di Makuria si unì con la vicina Nobazia a nord. Le testimonianze sulla data di questo evento sono contraddittorie. I cronisti arabi dell'invasione del 652 fanno riferimento ad un unico regno con capitale Dongola. Il bakt, negoziato dal sovrano di Makuria, venne applicato a tutta la Nubia a nord di Alodia. Questo fatto ha indotto alcuni studiosi a proporre che i due regni fossero già unificati durante questo periodo turbolento. Tuttavia, un libro scritto intorno al 690 parla chiaramente della Makuria e della Nobazia come due regni distinti ed ostili. Prove evidenti dell'unificazione provengono da un'iscrizione risalente al tempo del regno di re Merkurios presso Taifa nel quale si afferma che la Nobazia era sotto il dominio della Makuria a metà dell'VIII secolo d.C.. Qualsiasi altra fonte storica successiva a questo documento parla della Nobazia come sottomessa alla Makuria. Questo porta molti studiosi a dedurre che l'unificazione dei due regni avvenne al tempo di re Merkurios, il quale viene definito da Giovanni Diacono il "Nuovo Imperatore Costantino".
Quale fosse il nome del nuovo regno frutto della fusione è incerto sia tra i contemporanei che per gli storici moderni. Il nome Makuria rimase in uso per indicare geograficamente la metà meridionale del regno, ma veniva anche utilizzata per descrivere il regno nella sua interezza. Alcuni autori si riferiscono ad esso semplicemente come Nubia, ignorando così che la Nubia meridionale era ancora un regno indipendente con il nome di Alodia. Il nuovo regno viene a volte chiamato Regno di Dongola, traendo il nome dalla capitale. Un'altra denominazione, Regno di Makuria e Nobazia, forse sta ad indicare una Doppia monarchia. Dotawo potrebbe essere un ulteriore nome, oppure esso potrebbe riferirsi ad un regno totalmente separato.

### L'età dell'oro
La Makuria sembra essersi mantenuta stabile e prospera per tutti i secoli VIII e IX. Durante questo periodo l'Egitto era molto debole a causa dei continui conflitti interni, e poco si temeva una minaccia di invasione dal nord. Furono invece i Nubiani che interferirono con gli affari interni dei loro vicini. Gran parte dell'Alto Egitto era ancora cristiano, e cercava protezione dai regni nubiani. Una fonte storica riferisce di un esercito nubiano che avrebbe saccheggiato Il Cairo nell'VIII secolo per difendere i Cristiani, ma si tratta probabilmente di un apocrifo.
Molto poco si sa sul regno di Makuria in questo periodo. Il solo evento importante a noi noto è l'invio da parte di Zacharias III di suo figlio Georgios a Baghdad per negoziare una modifica del bakt. Georgios giocò un ruolo primario anche nella storia dell'avventuriero arabo al-Umari. Le testimonianze più importanti di questo periodo sono però quelle archeologiche. Alcuni scavi mostrano che questa epoca era segnata da una grande prosperità economica e stabilità politica. Le produzioni di vasellame, così come quelle artistiche e architettoniche raggiunsero il loro apice proprio in questo periodo. Sembra che questo periodo sia stato testimone di una lunga stabilità nelle inondazioni del Nilo, per cui non ci furono sicuramente carestie.
L'Egitto e il regno di Makuria svilupparono stretti rapporti commerciali e politici durante il regno dei Fatimidi in Egitto. Gli Sciiti Fatimidi avevano scarsi alleati nel mondo Musulmano, per questo motivo si rivolsero a sud cercando nuovi alleati fra i Cristiani. Il potere Fatimida dipendeva anche dal commercio degli schiavi neri garantito proprio dalla Makuria, che forniva anche uomini al servizio dell'esercito Fatimida. Il commercio tra i due regni divenne fiorente: l'Egitto esportava frumento, vino, e lino mentre la Makuria esportava avorio, bestiame, piume di struzzo e schiavi. Le relazioni con l'Egitto si deteriorarono quando gli Ayyubidi vennero al potere nel 1171. Prima del dominio degli Ayyubidi i Nubiani invasero l'Egitto, forse in supporto dei loro alleati Fatimidi. Gli Ayyubidi respinsero l'invasione e come rappresaglia Salah-ed-din inviò suo fratello Turan Shah ad invadere la Nubia. Egli sconfisse i Nubiani e per alcuni anni occupò Qasr Ibrim prima di ritirarsi verso nord. Gli Ayyubidi inviarono un emissario nel regno di Makuria per verificare se fosse degno di essere conquistato, ma costui riferì parere contrario in quanto il regno era troppo povero. Gli Ayyubidi sembrano aver del tutto ignorato i loro vicini a meridione per tutto il secolo successivo.

### Il declino
Non abbiamo cenni al regno di Makuria dai viaggiatori dell'epoca per un periodo che va dal 1171 al 1272, per cui tutti gli eventi occorsi in questo intervallo di tempo ci sono del tutto ignoti, sebbene alcune scoperte archeologiche abbiano gettato qualche luce su di essi. Durante questo periodo la Makuria sembra aver vissuto un rapido declino. La migliore testimonianza di esso ci proviene da Ibn Khaldun, il quale scrisse alcuni decenni più tardi, e che condannava le invasioni dei Beduini e la commistione tra Nubiani ed Egiziani. Gli Ayyubidi si mostrarono molto ostili alle tribù beduine dei vicini deserti, spingendoli a migrare verso sud e a scontrarsi con i Nubiani.

L'archeologia ci fornisce prove evidenti della crescente instabilità politica del regno di Makuria in questo periodo. Città un tempo prive di difese venivano munite di mura, la popolazione si ritirava in luoghi strategicamente più difendibili, come i fianchi delle vette a Qasr Ibrim. Le abitazioni civili venivano costruite per essere più resistenti e munite di nascondigli segreti per il cibo e per altri beni di valore. Ritrovamenti archeologici mostrano anche segni evidenti della crescente islamizzazione. Il libero commercio tra i due regni era parte del bakt, e presto i mercanti arabi si impadronirono dei mercati di Dongola e delle altre città del regno. 
L'area settentrionale, che corrispondeva all'antico regno di Nobazia, subì largamente l'influsso dell'Islam e del mondo arabo assumendo presto il nome di al-Maris.
Nonostante le tribù del deserto fossero sicuramente la minaccia più importante, tuttavia le incursioni dei Mamelucchi egiziani sono meglio documentate. Elemento importante del bakt era l'impegno, da parte del regno di Makuria, di proteggere i confini meridionali dell'Egitto dalle scorrerie dei nomadi del deserto, come i Beja. Il regno di Makuria non era più in grado di assolvere questo compito, causando l'intervento dell'esercito Mamelucco. Nel 1272 il Sultano Mamelucco Baybars invase il regno di Makuria, dopo l'attacco da parte del re David I della città egizia di Aidhab, iniziando così un lungo periodo di ingerenza dei Mamelucchi negli affari interni del regno.

Sembra che anche delle difficoltà interne abbiano indebolito la stabilità del regno di Makuria. il cugino di re David, Shekanda reclamò per sé il trono e raggiunse Il Cairo per chiedere l'aiuto dei Mamelucchi. Essi accettarono e invasero la Nubia nel 1276, ponendo sul trono Shekanda. Il cristiano Shekanda firmò un accordo rendendo così la Makuria un vassallo dell'Egitto, e una guarnigione di Mamelucchi si stabilì a Dongola. Solo dopo pochi anni dall'inizio dell'occupazione, Shamamun, un altro membro della famiglia reale di Makuria, guidò un'insurrezione che scacciò la guarnigione Mamelucca. Egli offrì agli Egiziani un aumento dei tributi previsti dal bakt per sciogliere il giuramento firmato da Shekanda. Le truppe Mamelucche erano occupate altrove, per cui il Sultano d'Egitto accettò il nuovo accordo.
Dopo un periodo di pace, re Karanbas non rispettò il pagamento dei tributi e gli Egiziani invasero di nuovo il regno. Questa volta il trono fu assegnato ad un membro musulmano della dinastia Makuriana. Sayf al-Din Abdullah Barshambu diede inizio alla conversione all'Islam nel 1317 e la cattedrale di Dongola fu trasformata in una moschea. Questa nuova politica non fu accettata dagli altri rappresentanti della dinastia Makuriana e la nazione cadde nella guerra civile e l'anarchia. Gran parte del regno cadde nelle mani delle tribù del deserto, e la monarchia mantenne il solo controllo della capitale. L'ultima testimonianza della dinastia Makuriana è data da una richiesta di soccorso databile al 1397. Nel 1412, gli Awlad Kenz presero il controllo della Nubia e di parte dell'Egitto sotto il regno di Tebaide, e rimasero di fatto sovrani fino al 1517, quando la regione venne conquistata e amalgamata con l'Egitto dal sultano ottomano Selim.

## Economia
L'attività economica principale in Makuria era l'agricoltura, con la produzione di orzo e datteri. I metodi utilizzati rimasero gli stessi per millenni. Piccoli appezzamenti di terreno ben irrigati venivano formati lungo le rive del Nilo, che li avrebbe resi fertili con le sue alluvioni periodiche.

Un importante avanzamento tecnologico era dato dal saqiya, una turbina idraulica alimentata da buoi al traino che venne introdotta durante l'epoca Romana e che contribuì ad incrementare la produzione e la popolazione. Alcuni antichi confini testimoniano che la proprietà era divisa in piccoli appezzamenti individuali piuttosto che in un sistema feudale. I contadini vivevano in piccoli villaggi formati da gruppi di case fatte di mattoni essiccati al sole.
I centri produttivi più importanti erano quelli di vasellame a Faras, e quello tessile a Dongola. Piccole industrie locali includevano la lavorazione del cuoio, del ferro, e la diffusione dell'industria artigianale di cesti, tappeti e calzature dalla fibra della foglia di palma. Un'altra attività importante erano le miniere d'oro nelle Colline del Mar Rosso a est di Makuria.
Il commercio in Makuria era fondato in gran parte sul baratto e l'istituzione di una moneta corrente non venne mai applicata. Nel nord, tuttavia, l'uso di monete Egizie erano abbastanza comune. Il commercio Makuriano con l'Egitto era molto importante. Dall'Egitto si importavano infatti grosse quantità di beni di lusso e di manufatti. Il principale prodotto di esportazione era invece quello degli schiavi. Gli schiavi inviati al nord non erano di originari del regno di Makuria, ma venivano catturati dai confini sud e ovest. Poco sappiamo del commercio e delle relazioni del regno di Makuria con altre nazioni africane. Ci sono prove archeologiche di contatti e di commerci con aree ad occidente come Darfur e Kanem-Bornu, ma non abbastanza dettagliate. Sembra che siano intercorse importanti relazioni politiche tra la Makuria e il regno cristiano di Etiopia a sud est. Nel X secolo, ad esempio, Georgios II intervenne con successo in aiuto di un non meglio identificato sovrano di quel tempo, e persuase il Patriarca Filoteo ad eleggere un abuna, o vescovo metropolita, per la Chiesa Ortodossa Etiope. Tuttavia non siamo in possesso di prove evidenti di alcun commercio tra i due regni cristiani.

## Governo
Il regno di Makuria era basato su una monarchia con sede a Dongola. Il re era considerato anche un sacerdote e poteva celebrare la messa. Quali fossero i criteri per la successione non ci è noto. I primi storici affermano che esso seguisse la successione ereditaria da padre a figlio. Dall'XI secolo, però, sembra che venisse adottato il sistema ereditario da zio a nipote così come per millenni era adottato nel regno di Kush.
Poco sappiamo delle caste che sottostavano al sovrano. Un'ampia gamma di ufficiali, che usavano generalmente titoli di origine bizantina, viene menzionata in diverse fonti, ma la natura delle loro cariche non viene mai esposta. Una sola di queste figure ci è nota, grazie ai documenti trovati a Qasr Ibrim: si tratta dell'Eparco di Nobazia, il quale sembra rivestire la funzione di viceré di quella regione dopo l'annessione. Le testimonianze sull'Eparco mostrano che egli era responsabile del commercio e dell'attività diplomatica con gli Egiziani. I documenti più antichi sembrano indicare che l'Eparco era nominato dal re, ma documenti successivi indicano che questa posizione divenne poi ereditaria. Questa carica divenne in seguito quella di "Signore dei Cavalli" il quale governava la regione autonoma di al-Maris sotto il diretto controllo degli Egiziani.
Il ruolo dei vescovi deve essere stata fondamentale nel governo dello stato. Ibn Selim el-Aswani narra che prima che il sovrano desse una risposta alla sua ambasciata egli si consultasse con un consiglio di vescovi. El-Aswani descrive nelle sue memorie uno stato altamente centralizzato, ma altri autori descrivono la Makuria come una federazione di tredici regni presieduti dal sovrano di Dongola. Non è del tutto chiaro quale fosse la verità, ma il regno di Dotawo, menzionato nei documenti di Qasr Ibrim, potrebbe essere uno di questi tredici regni.

## Religione

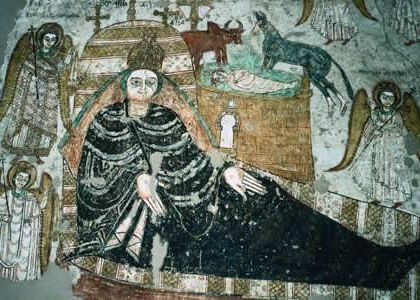
Un dipinto dalla Cattedrale di Faras raffigurante la nascita di Gesù

Uno dei temi più dibattuti fra gli studiosi è la religione del regno di Makuria. Sembra che fino al V secolo l'antica fede professata a Meroe fosse ancora forte, persino quando la mitologia egizia scomparve nello stesso Egitto. Nel V secolo i Nubiani furono sul punto di invadere l'Egitto quando i Cristiani della regione cercarono di trasformare i templi principali in chiese. Esistono prove archeologiche di questo periodo che testimoniano un certo numero di decorazioni cristiane in Nubia, ed alcuni studiosi credono che questo implichi che la conversione dal basso fosse ormai un fenomeno già completato. Altri affermano che simili manufatti siano la testimonianza dei loro fabbricanti in Egitto piuttosto che dei loro compratori in Nubia.
Le conversioni al Cristianesimo avvennero grazie all'avvento di alcune missioni nel VI secolo. L'Impero Bizantino aveva inviato una missione ufficiale per la conversione dei sovrani africani al Cristianesimo di Calcedonia, ma si narra che l'Imperatrice Teodora avesse tramato per ritardare la partenza della missione per permettere ad un gruppo di Monofisiti di arrivare prima sul posto. Giovanni di Efeso narra che i Monofisisti convertirono con successo i regni di Nobazia e Alodia, ma che la Makuria rimase ad essi ostile. Giovanni di Biclarum afferma che il regno di Makuria abbracciò allora il rivale credo Bizantino.
Alcuni ritrovamenti archeologici sembrano indicare che la conversione fu piuttosto rapida e che portasse a una conversione ufficiale. Tradizioni antiche di millenni come la costruzione di luoghi di sepoltura molto elaborati, e la sepoltura di oggetti di grande valore con la salma del defunto, vennero abbandonate, e i templi sparsi nella regione vennero convertiti in chiese, e nuove chiese sorsero in ogni città e villaggio.
Da questo punto in poi l'esatta storia del Cristianesimo nel regno di Makuria si fa più controverso. È evidente che dal VII secolo la Makuria fosse divenuta ufficialmente Cristiano Copta e fedele al Patriarca ortodosso copto di Alessandria; il sovrano di Makuria divenne protettore del patriarca di Alessandria, ed intervenne occasionalmente in sua difesa, come fece Kyriakos nel 722. Questo stesso periodo vide la Makuria fedele alla Chiesa cattolica greco-melkita assorbire la Nobazia Copta, e gli storici si sono a lungo domandati perché mai la nazione conquistatrice abbia adottato il credo religioso della nazione conquistata. È abbastanza evidente che l'influenza del vicino Egitto di fede Copta abbia avuto il suo ruolo, e che il potere Bizantino fosse molto debole. Gli storici sono divisi anche se ciò segnò la fine della fazione Melkita poiché esistono alcune prove del fatto che la minoranza Melchita continuò a sussistere fino alla fine del regno.
La chiesa del regno di Makuria si divideva in sette vescovati: Kalabsha, Qupta, Qasr Ibrim, Faras, Sai, Dongola, e Suenkur. Diversamente dall'Etiopia, sembra che non esistesse alcuna chiesa nazionale e che tutti e sette i vescovi dipendessero direttamente dal Patriarca Copto di Alessandria. I vescovi venivano nominati dal Patriarca, non dal re, sebbene essi sembrano essere sempre stati di origine nubiana piuttosto che egizia.
Diversamente dall'Egitto non sembra ci sia stata attività monastica nel regno di Makuria. Secondo Adams esistono solo tre siti archeologici che mostrano un'apprezzabile presenza di monaci. Tutti e tre sono molto piccoli e di religione Copta, e portano a concludere che essi fossero stati istituiti da esuli Egiziani piuttosto che da indigeni del luogo.
Non è chiaro quando fini la professione di fede in Makuria, ma esistono alcuni elementi provenienti dalla testimonianza del viaggiatore Francisco Álvares, il quale riferisce che, durante il suo soggiorno alla corte dell'imperatore Dawit II nel 1520, una ambasciata proveniente dai Cristiani di Nubia venne a richiedere sacerdoti, vescovi e altro personale ecclesiastico a causa della forte penuria nella loro regione per tentare di tenere ancora in vita la fede Cristiana. Dawit II declinò l'aiuto, affermando di avere ricevuto il proprio vescovo dal patriarca di Alessandria, e che essi avrebbero dovuto andare da lui a chiedere aiuto.

## Cultura

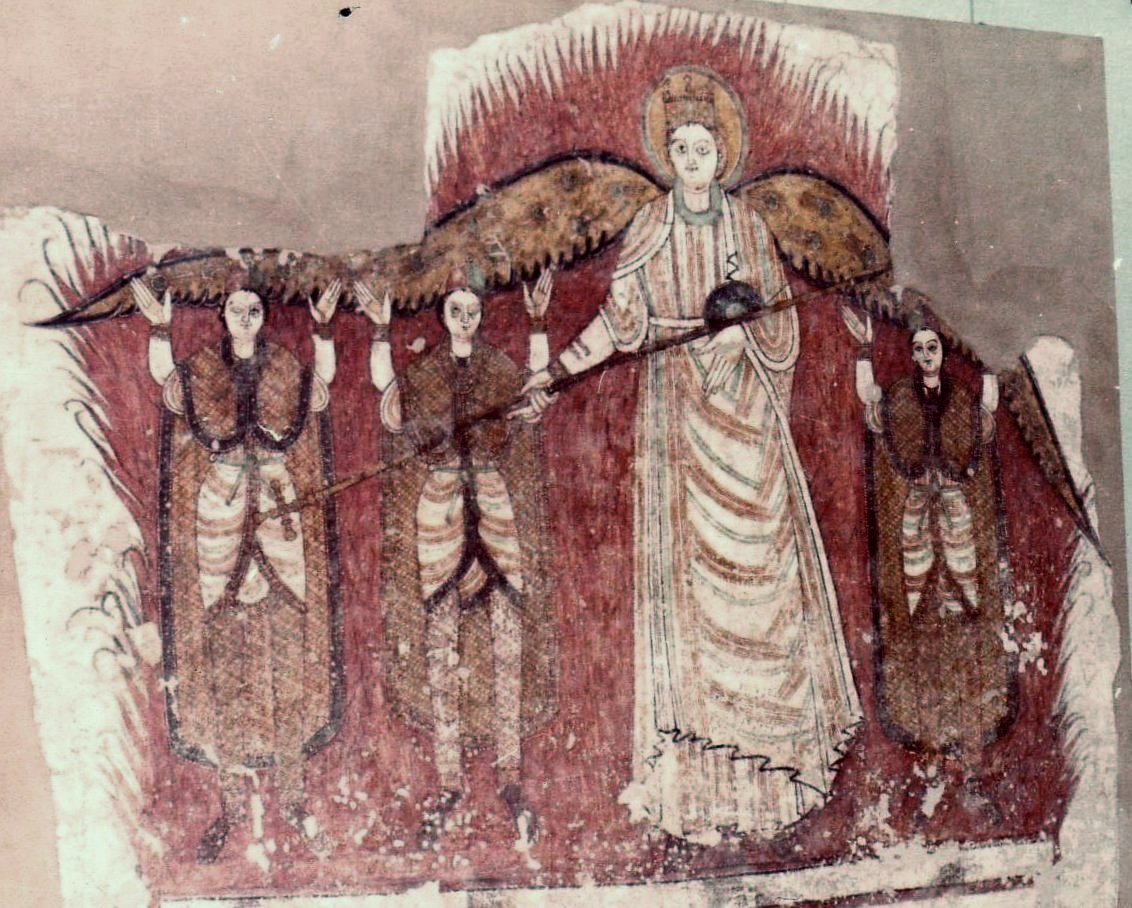
Affresco di una chiesa nubiana ora al Museo di Khartoum. Esso raffigura la storia presa dal Libro di Daniele sui tre giovani gettati nella fornace.

La Nubia cristiana è stata a lungo considerata una zona arretrata, in quanto le tombe risalenti a quest'epoca erano piccole e sprovviste delle suppellettili tipiche di periodi precedenti. Gli studiosi moderni hanno scoperto che ciò era dovuto a motivi culturali, e che il regno di Makuria in realtà possedeva un patrimonio ricco e vivace di arte e cultura.
Una delle scoperte più importanti negli scavi fatti prima dell'inondazione della Bassa Nubia è stata la cattedrale di Faras. Questo ampio edificio è stato completamente riempito di sabbia per preservare una serie di magnifici dipinti. Opere d'arte simili, ma molto meno protette, sono state trovate in altre località della Makuria, compresi palazzi e abitazioni private, e tutte testimoniano l'arte del regno di Makuria. Lo stile e il contenuto sono fortemente influenzati dall'arte bizantina, e mostrano anche una certa influenza dall'arte copta egizia e dalla Palestina. Di argomento principalmente religioso, esso raffigura gran parte degli standard dell'iconografia cristiana. Vi sono anche alcune raffigurazioni di sovrani e vescovi, con la pelle molto scura.
Anche la produzione di vasellame è molto pregevole. Shinnie si riferisce ad essa come alla «più ricca produzione di vasellame indigena del continente africano». Gli studiosi dividono la produzione in tre epoche. Il primo periodo, che va dal 550 al 650 secondo Adams, o al 750 secondo Shinnie, vede la produzione di vasellame molto semplice e simile a quello dell'ultimo periodo dell'Impero Romano. Esistono in questo periodo anche tracce di vasellame Nubiano importato dall'Egitto piuttosto che prodotto in maniera autoctona. Adams suppone che questa attività di importazione sia terminata con l'invasione del 652; Shinnie la collega invece al collasso degli Omayyadi nel 750. Dopo questo periodo la produzione locale aumenta, con una maggiore attività a Faras. In questo periodo di mezzo, che termina intorno al 1100, il vasellame viene dipinto con motivi floreali e scene zoomorfe e mostrano evidenti influenze omayyadi e persino sasanidi. L'ultimo periodo segue il declino della Makuria e segna la fine della produzione locale in favore delle importazioni dall'Egitto. Il vasellame prodotto in Makuria perde in decorazione, ma mostra una maggiore abilità nel controllo della temperatura che permette differenti colorazioni d'argilla.
Esistono diversi linguaggi in uso in Makuria. Nei primi secoli, quando l'influenza bizantina era ancora forte, il greco era il linguaggio scritto principale e forse anche la lingua in uso alla corte reale. Esso continuò ad essere usato nei secoli a seguire per scopi cerimoniali, così come nelle iscrizioni sulle lapidi, ma queste ultime sono spesso piene di frequenti errori grammaticali che testimoniano una conoscenza ridotta della lingua. Probabilmente l'antica lingua nubiana, ovvero il linguaggio usato da gran parte della popolazione, divenne la lingua scritta in uso; traduzioni della Bibbia e di altri documenti religiosi vennero ampiamente tradotti in nubiano antico. Un viaggiatore arabo afferma che Makuria e Nobazia parlavano lingue differenti; gran parte dei documenti a noi pervenuti provengono dalla Nobazia e questa lingua sembra quella da cui deriva il moderno linguaggio Nobiin ancora parlato attualmente nella regione. Adams fa notare che gli antichi confini tra Makuria e Nobazia sono molto simili ai confini linguistici tra l'idioma Nobiin e il linguaggio Kenzi-Dongolawi. Un'altra lingua importante in Makuria era il copto. I collegamenti con i cristiani d'Egitto erano forti e sembra che nel regno di Makuria si facesse ampio uso della letteratura religiosa Copta. La Makuria subì anche l'influenza della lingua copta parlata dagli esuli Cristiani d'Egitto. Negli ultimi anni di esistenza del regno, la lingua araba divenne progressivamente molto usata. I mercanti arabi erano importanti nella regione e sembra che l'arabo diventasse la lingua usata nelle attività commerciali. Non appena i mercanti arabi si insediarono nelle maggiori città, ognuna di esse ebbe il suo quartiere arabo.

## Elenco di sovrani del Regno di Makuria
Alcune date sono incerte per gran parte dei sovrani del regno di Makuria.
- Merkurios (c. 697–c. 722)
- Zacharias I (c. 722–?)
- Simon
- Abraham (c. 744)
- Markos (c. 744)
- Kyriakos (c. 750)
- Mikael (c. 790)
- Johannes
- Zacharias III (c. 822–c. 854)
- Ali Baba (c. 854)
- Israel
- Georgios I (c. 872–c. 892)
- Asabyos (c. 892)
- Istabanos
- Kubri (c. 943)
- Zacharias IV
- Georgios II (c. 969)
- Simeon
- Rafael (c. 1002)
- Georgios III (?–1080)
- Salomo (1080–89)
- Basileios (1089–30)
- Georgios IV (1130–71)
- Moise (1171–1210)
- Yahya (1210–68)
- David I (1268–74)
- David II (1274–76)
- Shakanda (1276–12?)
- Masqadat (?–1279)
- Barak (1279–1286)
- Samamun (1286–93)
- Amai (1304–5)
- Kudanbes (1305–24)